# Pasión de gavilanes
Pasión de gavilanes es una telenovela de habla hispana producida por RTI Televisión para Telemundo y Caracol Televisión, esta última solo para la primera temporada. Está escrita por Julio Jimenez , basándose en la telenovela Las aguas mansas de 1994, también escrita por él. La primera temporada se estrenó el 21 de octubre de 2003 y concluyó el 2 de diciembre de 2004. 
La telenovela contó un extenso reparto coral encabezado por Danna García, Mario Cimarro, Paola Rey, Juan Alfonso Baptista, Natasha Klauss y Michel Brown, entre otros.
El 12 de mayo de 2021 se confirmó una segunda temporada de la telenovela para la temporada de televisión de 2021-2022 a través del up-front anual de Telemundo. Las grabaciones iniciaron el 18 de octubre de 2021 y fue estrenada el 14 de febrero de 2022. La temporada concluyó el 31 de mayo de 2022.

## Temporadas
| Temporada | Temporada | Episodios | Episodios | Emisión original      | Emisión original       |
| Temporada | Temporada | Episodios | Episodios | Primera emisión       | Última emisión         |
| --------- | --------- | --------- | --------- | --------------------- | ---------------------- |
|           | 1         | 188       | 188       | 21 de octubre de 2003 | 2 de diciembre de 2004 |
|           | 2         | 71        | 71        | 14 de febrero de 2022 | 31 de mayo de 2022     |

## Reparto

### Principales
- Danna García como Norma Elizondo Acevedo de Reyes
- Mario Cimarro como Juan Reyes Guerrero
- Paola Rey como Jimena Elizondo Acevedo de Reyes
- Juan Alfonso Baptista como Óscar Reyes Guerrero
- Natasha Klauss como Sara «Sarita» Elizondo Acevedo de Reyes
- Michel Brown como Franco Reyes Guerrero
- Jorge Cao (temporada 1) y Germán Quintero (temporada 2) como Don Martín Acevedo
- Kristina Lilley como Gabriela Acevedo de Elizondo
- Juan Pablo Shuk como Fernando Escandón (temporada 1)
- Gloria Gómez como Eva Rodríguez (temporada 1)
- Ana Lucía Domínguez como Libia Reyes Guerrero / Ruth Uribe Santos (temporada 1)
- Zharick León como Rosario Montes
- Juan Sebastián Aragón como Armando Navarro (temporada 1)
- Sergio Goyri como Samuel Caballero (temporada 2)
- Bernardo Flores como Juan David Reyes Elizondo (temporada 2)[8]
- Camila Rojas como Muriel Caballero Montes (temporada 2)
- Juan Manuel Restrepo como León Reyes Elizondo (temporada 2)
- Sebastián Osorio como Erick Reyes Elizondo (temporada 2)
- Yare Santana como Gabriela «Gaby» Reyes Elizondo (temporada 2)
- Jerónimo Cantillo como Andrés Reyes Elizondo (temporada 2)
- Ángel de Miguel como Albin Duarte (temporada 2)
- Alejandro López como Demetrio Jurado (temporada 2)
- Boris Schoemann como Pablo Gunter (temporada 2)
- Katherine Porto como Romina Clemente (temporada 2)[9]

### Recurrentes e invitados especiales

#### Introducidos en la primera temporada
- Lorena Meritano como Dínora Rosales Lince
- Sebastián Boscán como Leandro Santos
- Lady Noriega como María Josefa «Pepita» Ronderos
- María Margarita Giraldo como Raquel Santos de Uribe
- Giovanni Suárez Forero como Benito Santos
- Consuelo Luzardo como Melissa de Santos
- Carlos Alberto Sánchez como Manolo Barragán Garrido
- Alberto Marulanda como Miguel Barragán Garrido
- Carmenza González como Quintina Canosa
- Andrea Villarreal como Francisca «Panchita» López
- Fernando Corredor como Calixto Uribe
- Pedro Roda como Olegario Quiñones
- Andrés Felipe Martínez como Malcolm Ríos
- Clemencia Guillén como Carmela Gordillo
- Julio del Mar como Leonidas Coronado
- Tatiana Jáuregui como Dominga
- Leonelia González como Belinda Rosales
- Ricardo Herrera como Antonio Coronado
- Inés Prieto como Hortensia Garrido de Barragán
- Sigifredo Vega como Filemón Barragán
- Germán Rojas como Bernardo Elizondo
- Talú Quintero como Eduvina Trueba
- Samuel Hernández como Zacarías Rosales
- Jacqueline Henríquez como Úrsula Lince de Rosales
- Víctor Rodríguez como Memo Duque
- Vilma Vera como Magnolia Bracho
- Valeria García como Juan David Reyes Elizondo[10]
- Margarita Durán como Cecilia
- Liliana Calderón como Nidia
- Margarita Amado como Rosita
- Herbert King como Herzog Vargas
- Alexander Palacio como Rubinsky Louis
- Helga Díaz como Betina
- Ana Soler como Emilce Reinosa
- Raúl Gutiérrez como Jaime Bustillo
- Pilar Álvarez como Violeta Villas
- Geoffrey Deakin como Arthur Klauss
- Isabel Campos como Concepción «Conchita» de Coronado
- Guillermo Villa como Padre Epifanio
- Carlos Vergara Montiel como Inspector
- Luis Visbet como Dr. Salvador Izunza
- Santiago Bejarano como Bruno Ferraño
- Liliana Lozano como Esperanza
- Jaime Gutiérrez como Genaro Salinas
- Andrés Midon como Aníbal Guerrero
- Carlos Duplat como Agapito Cortez
- Linda Madrigal como Emilia
- Eduardo Gámez como Tomás
- Gustavo Angarita Jr. como Ramón «La Boa» Rosales
- Martha Isabel Bolaños como Esperanza #2
- Didier van der Hove como Flavio Montaño
- Carlos Serrato como Secuestrador

#### Introducidos en la segunda temporada
- Sebastián Vega como Félix Carreño
- Constanza Hernández como Francisca «Panchita» López #2
- Jacobo Montalvo como Duván Clemente/ Duván Reyes Clemente
- Jonathan Bedoya como Nino Barcha
- Valeria Caicedo como Sibila
- Álvaro García como Genaro Carreño
- Laura Torres como Adela Carreño
- Luis Miguel Hurtado como Matías Jiménez
- Alejandra Miranda como Aída «La Gitana»
- Juan Millán como Román
- Carolina Benavides como Blanca
- Alex Adames como Adán
- Alberto León Jaramillo como Emilio Barcha
- Christopher Viveros como Gastón Barcha
- Julián Montoya como Pedro Millares
- Fernando Lara como Juvenal Correa
- Carolina Galeano como Irene

## Banda sonora
| Pasión de gavilanes Vol. 1 |                                   |                             |          |  |
| N.º                        | Título                            | Intérprete(s)               | Duración |  |
| 1.                         | «Fiera inquieta»                  | Zharick León                |          |  |
| 2.                         | «Reggae cumbia»                   | Zharick León                |          |  |
| 3.                         | «Miedo al amor»                   | Zharick León                |          |  |
| 4.                         | «Sobre fuego»                     | Zharick León y Danna García |          |  |
| 5.                         | «Vete»                            | Zharick León original       |          |  |
| 6.                         | «Paloma»                          | Zharick León                |          |  |
| 7.                         | «Ya no te quiero»                 | Andrea Villarreal           |          |  |
| 8.                         | «Cara y sello»                    | Zharick León                |          |  |
| 9.                         | «Dulce pesadilla»                 | Andrea Villarreal           |          |  |
| 10.                        | «Fiera inquieta» (versión balada) | Zharick León y Danna García |          |  |

Aunque se acredita a Zharick León como intérprete, la voz del personaje Rosario Montes cuando canta "Fiera inquieta" quien realmente la canta es la cantante Ángela María Forero.
| Pasión de gavilanes Vol. 2 |                          |                                |          |  |
| N.º                        | Título                   | Intérprete(s)                  | Duración |  |
| 1.                         | «Amor prohibido»         | Mariachi Clásico Contemporáneo |          |  |
| 2.                         | «Cumbia mentirosa»       | Zharick León                   |          |  |
| 3.                         | «Sobre fuego»            | Danna García y Michel Brown    |          |  |
| 4.                         | «Una mirada»             | Zharick León                   |          |  |
| 5.                         | «Todo me sale mal»       | Raúl Santi                     |          |  |
| 6.                         | «No supiste»             | Zharick León                   |          |  |
| 7.                         | «Borracho»               | Angelo                         |          |  |
| 8.                         | «Mira tú»                | Andrea Villarreal              |          |  |
| 9.                         | «No voy a ser»           | Ana Isabel Reyes               |          |  |
| 10.                        | «Camaleón»               | Raúl Santi                     |          |  |
| 11.                        | «Amarga desventura»      | Gabriel Arriaga                |          |  |
| 12.                        | «Fiera inquieta» (remix) | Zharick León                   |          |  |

### Canciones Inéditas
- Fiera inquieta (versión pop) - Zharick León
- Fiera inquieta (versión reggaeton mix) - Zharick León
- Solo una noche - Zharick León
- Llegaste - Lady Noriega
- Pecado mío - Lady Noriega
- La Candelosa - Lady Noriega
- Luna llena - Lady Noriega

## Premios y nominaciones

### PremiosTVyNovelas
| Año  | Categoría               | Nominado                       | Resultado |
| ---- | ----------------------- | ------------------------------ | --------- |
| 2004 | Mejor Telenovela        | Pasión de gavilanes            | Ganador   |
| 2004 | Mejor Actor Protagónico | Mario Cimarro                  | Nominado  |
| 2004 | Mejor Actriz Antagónica | Lorena Meritano                | Ganador   |
| 2004 | Mejor Actriz De Reparto | Natasha Klauss                 | Nominado  |
| 2004 | Mejor Actor De Reparto  | Jorge Cao                      | Ganador   |
| 2004 | Mejor Libreto           | Julio Jiménez                  | Ganador   |
| 2004 | Mejor Director          | Rodrigo Triana y Mauricio Cruz | Ganadores |

### PremiosIndia Catalina
| Año  | Categoría               | Nominado            | Resultado |
| ---- | ----------------------- | ------------------- | --------- |
| 2004 | Mejor Producción        | Pasión de gavilanes | Ganador   |
| 2004 | Mejor Actriz De Reparto | Zharick León        | Ganador   |

## Recepción
Pasión de gavilanes fue un gran éxito mundial, líder de audiencia en países como Venezuela (transmitida por la cadena RCTV), Bolivia Chile, Bulgaria, Serbia, Rumania, Panamá, Puerto Rico, China, Israel, Rusia, Paraguay, Ecuador, Perú, Costa Rica, República Dominicana y Polonia entre muchos otros.
En Argentina, fue emitida en 2005 por la cadena Telefe de Buenos Aires y logró convertirse en la telenovela extranjera más vista en la historia del país hasta la actualidad.  Alrededor de 30 millones de personas la veían día a día, su primer episodio obtuvo 37 puntos de índice de audiencia y la audiencia fue creciendo más y más. Cada vez que la novela entraba al aire el país se «paralizaba» para verla.
En Colombia, alcanzó una audiencia media de 40,8 puntos en índice de audiencia hogares y 17,8 en índice de audiencia personas con una cuota de pantalla de 61,1%. La telenovela se estrenó en octubre de 2003 y finalizó en diciembre de 2004.  En abril de 2004 alcanzó su máxima cifra, al marcar 21,8 en índice de audiencia personas, 54,6 en índice de audiencia hogares y 69,3 de cuota de pantalla.  Al 2021 aún se le catalogaba como el segundo programa más visto en la historia de la televisión colombiana privada y la tercera producción más exitosa en la historia de la televisión de dicho país.
En España, fue estrenada por TVG en Galicia a partir de abril del 2005 y ése mismo mes en Canarias por Antena 3, que luego la estrenó en el resto de la península a partir de junio.  A un costo de un millón de pesetas por episodio, resultó la primera temporada muy rentable para Atresmedia, ya que su final alcanzó cinco millones de espectadores; en cambio, en 2022, el «"desorbitado e irrentabilizable" precio» total de diez millones de dólares estadounidenses de la segunda temporada impidió la transmisión por Antena 3, remitiéndose a la audiencia a Netflix y eventualmente a Mediaset.